# Langley Heath
Langley Heath är en ort i grevskapet Kent i sydöstra England. Orten ligger i distriktet Maidstone och civil parishen Langley, cirka 6,5 kilometer sydost om Maidstone. Tätorten (built-up area) hade 993 invånare vid folkräkningen år 2021.